# قورتولموش
قورتولمش روستایی است که در استان اردبیل، شهرستان نیر، بخش کوراییم، دهستان یورتچی شرقی قرار دارد.
این روستا در نقطه اتصال دشت و پایه ارتفاعات قرار گرفته است، بگونه ای که مناطق شمالی آن هموار و مناطق جنوبی آن کوهستان می باشد.
مشاغل اهالی این روستا عمدتاً دامداری و کشاورزی است و اراضی کشاورزی و آن اغلب بصورت دیم کار است.
آب مصرفی این روستا از چاه واقع در رودخانه قوری چای تامین می گردد و روستا دارای امکانات آب ، برق، گاز، تلفن و اینترنت(2G) برای سیمکارت همراه اول و (4G) برای سیمکارت ایرانسل می باشد.
دو مدرسه در دو مقطع ابتدایی و راهنمایی در قورتولمش فعال می باشند. خدماتی از قبیل، تعاون روستایی، مخابرات، خانه بهداشت، مرکز سلامت و پزشکی، غسالخانه و دهیاری در این روستا اجرا و بهره برداری می گردد، دهیار روستا آقای حجت شاهی است و طرح هادی در این روستا اجرا شده و در حال تکمیل می باشد.
روستا دارای سه مسجد است، مسجد جامع(بوه مچید)(مسجد بزرگ) مسجد موسی بن کاظم(ع) یا اورتا مچید (مسجد وسطی) و مسجد صاحب الزمان (عج) یا تازه مچید (مسجد تازه) می باشند که سابقه تاریخی مسجد جامع از دیگر مساجد بیشتر است.
برخی آثار تاریخی مثل قبور دوران مفرغ، کُهل (غار باستانی)، سنگ قیلیش قیه (دوه داشی)،بقایای آتشکده شیش تپه، بقایای سکونت گاه روستایی دوراسبی و ... نیز در این روستا وجود دارد که تا کنون ثبت ملی نشده اند و متاسفانه توسط حفاران غیر مجاز تحت تعرض قرار می گیرند.
پیشتر محصولات(میوه جات) از جمله سیب،گلابی،گیلاس،آلبالو،آلو،بورانو و زرد آلو
به علت آب و هوای متفاوت این روستا میوه های در رنگ های مختلف و نوع های مختلف وجود دارد پیشترین نوع سیب سیب ترش سبز و سیب قرمز هستند
امروزه با کمک فناوری های پیشرفته دیگر در روستا کار های دستی کمتر دیده میشود با آمدن نانوایی ها قصاب ها و... دیگر کسی با دست های خود برای فرزندان یا خانواده خود نان درست نمیکند لباس نمیدوزد و با ساخت خانه های نوین و ویلا ارزش پیشرفته و جدیدی را به ارمغان اورده و کشاورزی و دامداری کم شده است و روستا مانند شمال شهر های بزرگ شده است هرچند کسب کار افرادی که در روستا زندگی میکندد کشاورزی و دامداری است که البته رفته رفته شغلشان را به (کفاشی،جوراب بافی،میوه فروشی،خواربار فروشی و...) تعغیر میدهند
روستای قورتولمش در حفظ آداب و مناسک و رویدادهای فرهنگی و دینی نسبت به سایر روستاهای همجوار دقت بیشتری دارد، مراسم خضر نبی، حلوای عید فطر، قوشاخ سالاماسی، چهارشنبه سوری، بایرام آخشامی و همچنین مراسمات عزاداری عاشورا و تشت گذاری و ... در این روستا همه ساله با شکوه و جلوه خاص خود انجام می گیرد.
در اوایل انقلاب جمعیت این روستا چهار برابر جمعیت فعلی بوده و بخاطر فقدان مشاغل و مشکلات معیشتی اهالی این روستا به شهرهایی چون تهران، قرچک و ... مهاجرت کرده اند. در سالهای اخیر بسیاری از اهالی با بازسازی منازل قدیمی خود در روستا بصورت فصلی در این روستا (معمولاً برای اوقات فراغت) حضور می یابند.

## جمعیت
بر اساس سرشماری سال 1395 جمعیت این روستا 406 نفر با 85 خانوار بوده‌است.